# Ervenik Zlatarski (gmina Zlatar-Bistrica)
Ervenik Zlatarski – wieś w Chorwacji, w żupanii krapińsko-zagorskiej, w gminie Zlatar-Bistrica. W 2011 roku liczyła 113 mieszkańców.